# Jestafi Pechlevanidi
Jestafi Pechlevanidi (Russisch: Евстафий Алкивиадорович Пехлеваниди) (Sjymkent, 29 oktober 1960) is een voormalig Kazachs voetballer, die een deel van zijn carrière nog uitkwam voor de Sovjet-Unie. Hij is van Griekse afkomst en verhuisde na de val van de Sovjet-Unie ook naar dat land.

## Biografie
De grootvader van Jestafi was een Pontische Griek uit het Ottomaanse Rijk en vluchtte in 1917 naar Chabarovsk en vestigde zich later in het Georgische Batoemi. Zijn zoon, de vader van Jestafi speelde in de jaren veertig voor Dinamo Tbilisi. Zoals vele andere Grieken in de Sovjet-Unie werd het gezin in 1949 op bevel van Jozef Stalin naar Centraal-Azië gedeporteerd. De familie ging in Sjymkent wonen, waar Jestafi in 1960 geboren werd. 
Hij begon zijn carrière bij Metalloerg Sjymkent en ging in 1980 voor de eersteklasser Kairat Alma-Ata spelen. Op 1983 na speelde Kairat altijd in de hoogste klasse en Pechlevanidi was een belangrijke speler voor de club. In 1989 scoorde hij tegen Dinamo Kiev na tien seconden het vroegste doelpunt ooit in de Sovjetcompetitie. Na nog een kort verblijf bij Meliorator Sjymkent trok hij kort voor de val van de Sovjet-Unie in 1990 naar het Griekse Levadiakos, waarbij hij de degradatie uit de hoogste klasse niet kon afwenden. Hierna ging hij voor de toenmalige derdeklasser Fokikos spelen. 